# Стадион Олимпико Патрија
Стадион Олимпико Патрија (шп. Estadio Olímpico Patria, је стадион у Сукреу, у Боливији. Има капацитет од 30.700 места. Фудбалска репрезентација, као и локални тимови који тамо играју своје домаће утакмице. Отворен је 1992. године. Коришћен је као један од стадиона домаћина за Копа Америка 1997.
Стадион Олимпико Патрија је главна спортска арена у граду, има капацитет за 32.700 гледалаца, има нову и модерну олимпијску тартан атлетску стазу са 8 трака која је поново отворена поводом Боливарских спортских игара 2009, заједно са стадионом Хесус Бермудез најсавременији је у Боливији. Универзитетски клуб Сукре, члан Професионалне лиге боливијског фудбала, игра на стадиону.
Стадион је свечано отворен 1992. године са три трибине: навијачка, главна и северна, поред атлетске стазе са 8 трака, која је завршена 4 године касније изградњом јужног дела трибина поводом Америчког купа 1997. године. 
У октобру 2011. Стадиону је користила инсталација модерног и импресивног електронског семафора, другог по величини у Боливији (надмашио га је само стадион Виктор Агустин Угарте у граду Потоси, сличан је семафору Националног стадиона Чилеа, опремљен ЛЕД екраном дужине 17 метара и висине 6,5 метара.